# Dark the Suns
Dark the Suns — коллектив из Финляндии исполняет, по заявлению самих музыкантов, мелодичный и атмосферный gothic metal в комбинации с мощным звучанием гитарных партий и гроул-вокалом в духе melodic death metal.

## История
Группа была основана как соло проект Mikko в 2005 году в городе Валкеакоски, Финляндия, но после выпуска первого демо, для которого Mikko самолично записал партии всех инструментов и которое было признано демо месяца в Inferno Magazine, команда стала обрастать музыкантами и превратилась в полноценную группу, что позволило команде получить контракт с лейблом Firebox Records.
«The Dead End», mini-CD группы, стартовал в финских чартах на 16-й позиции. Работа была записана Juha’ой Kokkonen’ом в студии Nightmare Workshop и Arttu Sarvanne’ом в Studio Watercastle. Сведением занимался Arttu Sarvanne, а за мастеринг отвечал Mika Jussila из Finnvox Studios.
В марте 2009 года вышел второй альбом, который получил название «All Ends in Silence». Группа рассказала про него следующее: «Мы записали партии гитары и клавиш в нашей домашней студии, а вот партии ударных, вокала и баса — уже в студии Watercastle. Весь альбом будет микшироваться там же, заниматься этим будет Arttu Sarvanne, а мастеринг диска проведет Mika Jussila в студии Finnvox».
Третий полноформатный альбом, «Sleepwalking In A Nightmare», вышел в 2010 году. Музыканты сказали, что «этот альбом действительно меланхоличный и состоит из множества оркестровых ходов и тяжёлых гитарных риффов. Есть также два вида вокала: Mikko (Ojala) — гроулинг и Eliisa (Tuomanen) — чистый вокал».
Весной 2011 года группу покинули три участника: Aki Hartikainen — гитара, Pekka Rinne — ударные, Antti Auhtola — клавишные. Летом этого же года к группе присоединился новый ударник Mikael Saalasti — гитара. После 100 выступлений за последние 5 лет, летом 2011 года Dark The Suns решили уйти на отдых, на неопределенный срок. Набравшись сил, группа собиралась начать запись четвёртого по счету альбома. Этого, однако, не последовало — в начале 2013 года коллектив объявил о своём распаде.
Состав в момент записи второго альбома:
- Mikko Ojala — гитара, вокал
- Inka Tuomaala — бас-гитара и синтезатор
- Eliisa Tuomanen — вокал
- Joonas Paananen — гитара
- Markus Lehtinen — ударные

Приглашённые музыканты:
- Anne Hämäläinen — скрипка
- Eliisa Tuomanen — кларнет
- Harri Kauppinen — вокал

После записи третьего альбома и концертных выступлений, группа впала в спячку и сообщила о закрытии проекта в 2013 году.
В 2020-м на волне пандемии и наличия свободного времени, коллектив в лице ее основателя Микко Ойяла сообщил, что коллектив возобновил студийную деятельность и выпустил сингл с официальным клипом «Suru Raivosi Sydämeni Pimeydessä». Группа подписала контракт с лейблом «InverseRecordsFIN» и приступила к записи своего 4-го альбома.
Альбом под названием «Suru Raivosi Sydämeni Pimeydessä» вышел весной 2021-го года и был неплохо принят критиками. Единственная критика была связана со звучанием ударных инструментов.
На песни с этого альбома, группа выпустила 3 видеоработы: 1-я — это клип на песню «Raven», остальные две работы это т. н. «Lyric Video» то есть видео, где основу видеоряда составляет текст песни. Но музыканты пошли дальше и в качестве фона использовали кадры, снятые в дикой природе по заготовленному сценарию. Эти две работы вышли на песни «Phoenix» и «Aurora».
Все эти работы вышли на ресурсах лейбла «InverseRecordsFIN».
В сентябре 2023 выходит новый альбом «Raven And The Nightsky» на лейбле Inverse Records.

## Творчество
- In Darkness Comes Beauty (2007)
- The Dead End (EP, 2008)
- All Ends in Silence (2009)
- Sleepwalking in a Nightmare (2010)
- Life Eternal (Compilation, 2015)
- Suru Raivosi Sydämeni Pimeydessä (2021)
- Raven And The Nightsky (2023)

## Участники проекта
- Микко Ойяла — вокал, гитара, акустическая гитара, ударные (основатель)
- Инка Ойяла — бас-гитара, синтезатор, струнные аранжировки, бэк-вокал (с 2009 года)
- Jani Moilanen — гитара (с 2023 года)